# 20 de maio
20 de maio é o 140.º dia do ano no calendário gregoriano (141.º em anos bissextos). Faltam 225 dias para acabar o ano.

## Eventos históricos

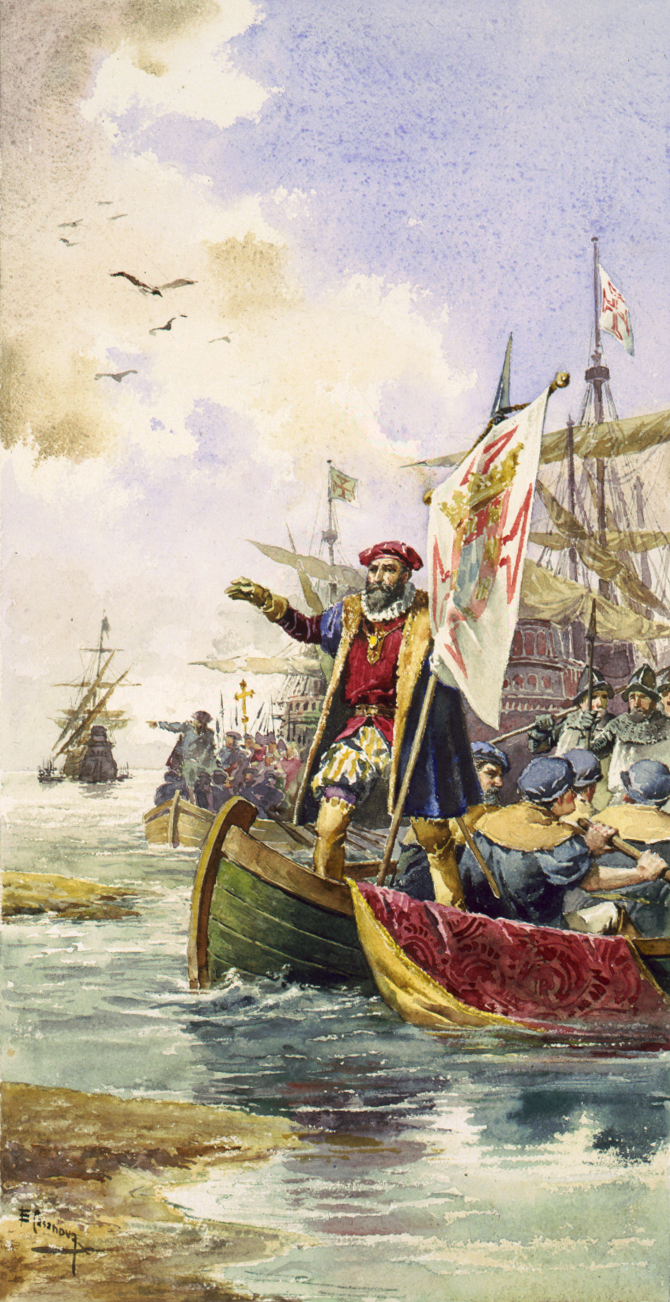
1498: Vasco da Gama descobre o caminho marítimo para a Índia

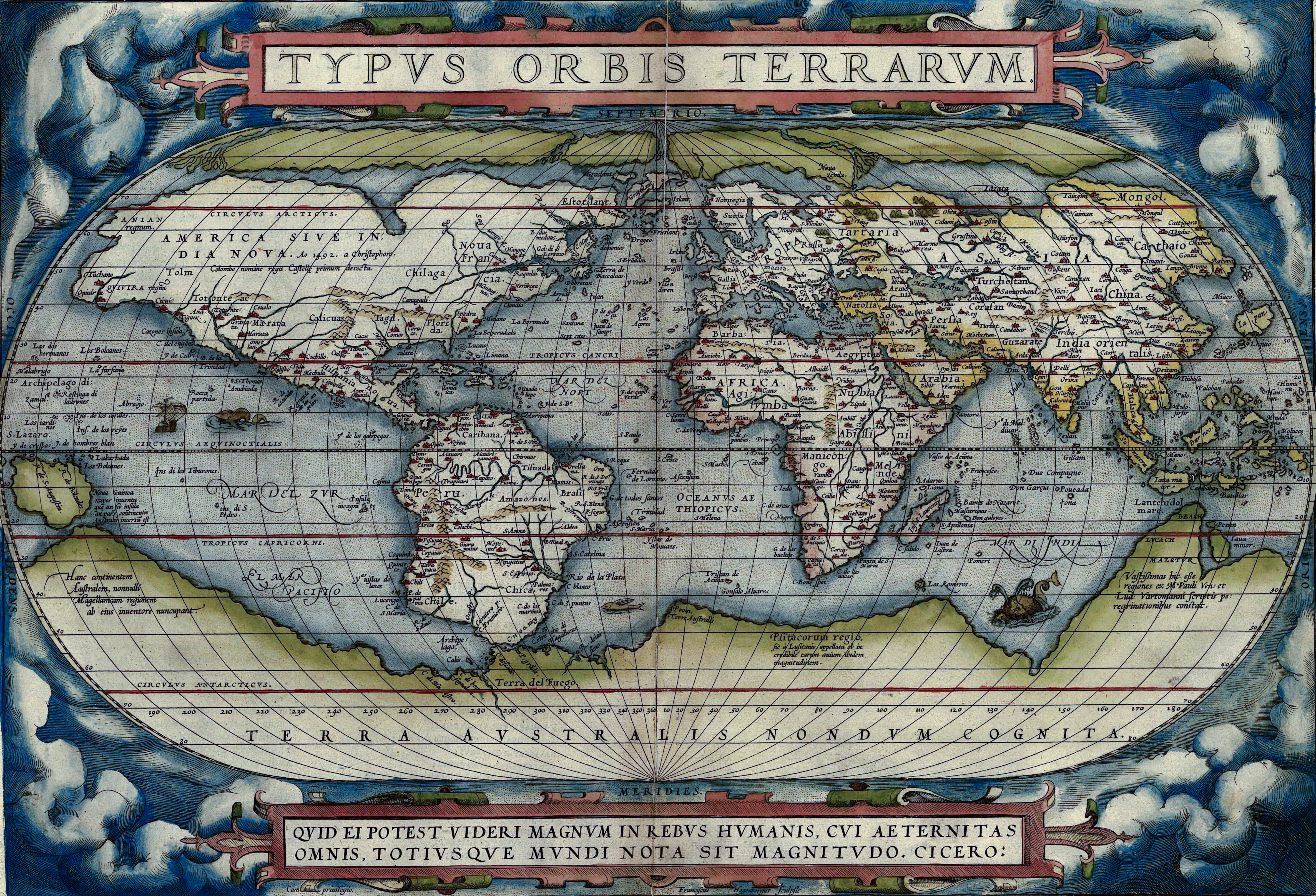
1570: Theatrum Orbis Terrarum, o primeiro atlas moderno

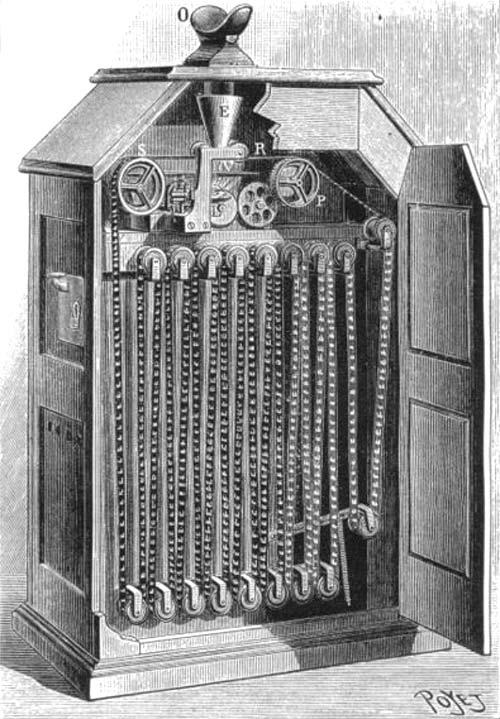
1891: O cinetoscópio de Thomas Edison

- 0325 — Realiza-se o primeiro Primeiro Concílio de Niceia.
- 0491 — A imperatriz Ariadne se casa com Anastácio I. A viúva Augusta consegue escolher seu sucessor para o trono do Império Romano Oriental, após Zeno (falecido imperador) morrer de disenteria.
- 0685 — A Batalha de Dunnichen ou Nechtansmere é travada entre o exército pictos, sob o comando do rei Bridei III e os invasores nortumbrianos, sob o comando do rei Egfrido, que foram derrotados.
- 1217 — A Segunda Batalha de Lincoln ocorre perto de Lincoln, Inglaterra, resultando na derrota do Príncipe Luís da França (futuro rei Luís VIII da França) por William Marshal.
- 1293 — Rei Sancho IV de Leão e Castela cria o Estudio de Escuelas de Generales em Alcalá de Henares.
- 1449 — Batalha de Alfarrobeira é travada, estabelecendo a Casa de Bragança como uma das principais famílias nobres de Portugal.
- 1497 — Giovanni Caboto zarpa de Bristol, Inglaterra, em seu navio Matthew procurando uma rota para o oeste (outros documentos dão a data de 2 de maio).
- 1498 — O explorador português Vasco da Gama descobre o caminho marítimo para a Índia quando chega a Calecute.
- 1520 — Hernán Cortés derrota Pánfilo de Narváez, enviado pela Espanha para puni-lo por insubordinação.[1]
- 1521 — Inácio de Loyola é gravemente ferido na Batalha de Pampeluna.[2]
- 1570 — O cartógrafo Abraham Ortelius publica o Theatrum Orbis Terrarum, o primeiro atlas moderno.
- 1609 — Os sonetos de Shakespeare são publicados pela primeira vez em Londres.[3]
- 1631 — A cidade de Magdeburgo na Alemanha é tomada pelas forças do Sacro Império Romano-Germânico e a maioria de seus habitantes são massacrados, em um dos mais sangrentos incidentes da Guerra dos Trinta Anos.
- 1645 — Massacre de Yangzhou: O massacre de dez dias de 800 000 residentes da cidade de Yangzhou, parte da transição da dinastia Ming para a dinastia Qing na China.[4]
- 1741 — O Cerco de Cartagena das Índias termina com uma vitória espanhola e os britânicos iniciam a retirada em direção à Jamaica com perdas substanciais.
- 1802 — Pela Lei de 20 de maio de 1802, o cônsul da República Francesa Napoleão Bonaparte restabelece a escravidão nas colônias de seu país, revogando sua abolição ocorrida durante a Revolução.
- 1813 — O Imperador Napoleão I lidera suas tropas francesas na Batalha de Bautzen na Saxônia (localizado na atual Alemanha), contra os exércitos conjuntos da Rússia e da Prússia. A batalha termina no dia seguinte com a vitória francesa.
- 1840 — A Catedral de Iorque na Inglaterra é danificada por um incêndio.
- 1862 — O presidente dos Estados Unidos, Abraham Lincoln, assina o Homestead Act, abrindo 84 milhões de acres de terras públicas para colonos.[5]
- 1873 — Levi Strauss e Jacob Davis recebem uma patente nos Estados Unidos para calças jeans com rebites de cobre.[6]
- 1875 — Assinatura da Convenção do Metro por 17 nações, levando à criação do Sistema Internacional de Unidades.
- 1882 — Formação da Tríplice Aliança entre o Império Alemão, a Áustria-Hungria e o Reino da Itália.
- 1883 — Krakatoa começa a entrar em erupção; o vulcão explode três meses depois, matando mais de 36 000 pessoas.
- 1891 — História do cinema: a primeira exibição pública do protótipo do cinetoscópio de Thomas Edison.
- 1902 — Cuba se torna independente dos Estados Unidos. Tomás Estrada Palma torna-se o primeiro presidente do país.
- 1927
  - Tratado de Jeddah: o Reino Unido reconhece a soberania do rei ibn Saud nos reinos de Hejaz e Nejd, que mais tarde se fundem para se tornar o Reino da Arábia Saudita.
  - Charles Lindbergh decola para Paris de Long Island nos Estados Unidos, a bordo do Spirit of St. Louis no primeiro voo solo sem escalas através do Oceano Atlântico, pousando 33 horas e meia depois.[7]
- 1932 — Amelia Earhart decola de Terra Nova para começar o primeiro voo solo sem escalas do mundo através do oceano Atlântico por uma pilota, aterrissando na Irlanda no dia seguinte.
- 1940 — Holocausto: os primeiros prisioneiros chegam a um novo campo de concentração em Auschwitz.
- 1941 — Segunda Guerra Mundial: Batalha de Creta: paraquedistas alemães invadem Creta.
- 1943 — A Mulher Luttra, uma múmia do pântano que morreu durante o período Neolítico Inferior (datado por radiocarbono c.  3928–3651 a.C.), foi descoberta perto de Luttra, Suécia.[8]
- 1948 — Generalíssimo Chiang Kai-shek vence a eleição presidencial da República da China em 1948 e é empossado como presidente da República da China em Nanjing.
- 1949 — Nos Estados Unidos, é criada a Agência de Segurança das Forças Armadas, antecessora da Agência de Segurança Nacional.
- 1956 — Na Operação Redwing, a primeira bomba de hidrogênio aerotransportada dos Estados Unidos é lançada sobre o Atol de Bikini, no Oceano Pacífico.[9]
- 1964 — Descoberta da radiação cósmica de fundo em micro-ondas por Robert Woodrow Wilson e Arno Allan Penzias.
- 1965 — Cento e vinte e uma pessoas morrem quando o voo 705 da Pakistan International Airlines cai no Aeroporto Internacional do Cairo.[10]
- 1969 — Término da Batalha de Hamburger Hill no Vietnã.
- 1980 — Em um referendo em Quebec, a população rejeita, por 60% dos votos, uma proposta do governo de avançar para a independência desta província em relação ao Canadá.
- 1983 — Primeiras publicações da descoberta do Vírus da Imunodeficiência Humana (VIH ou HIV) que causa a Síndrome da Imunodeficiência Adquirida (SIDA ou AIDS) na revista Science por Luc Montagnier.
- 1989
  - Autoridades chinesas declaram a lei marcial em face de manifestações pró-democracia, estabelecendo o cenário para o massacre da Praça da Paz Celestial.
  - José Wilson Siqueira Campos, então governador do estado do Tocantins, é autorizado pela Assembleia Estadual Constituinte a projetar a cidade de Palmas para ser a nova capital do recém-fundado estado.
- 1990 — As primeiras eleições presidenciais e parlamentares pós-comunistas são realizadas na Romênia.
- 2002 — Reconhecimento da independência de Timor-Leste por Portugal, encerrando formalmente com 23 anos de governo indonésio e três anos de administração provisória da ONU.
- 2012 — Pelo menos 27 pessoas morrem e outras 50 ficam feridas quando um sismo de magnitude 6,0 atinge o norte da Itália.
- 2013 — Um tornado EF5 atinge o subúrbio de Moore em Oklahoma City, Estados Unidos, matando 24 pessoas e ferindo outras 377.
- 2019 — Sistema Internacional de Unidades (SI): As unidades básicas são redefinidas, tornando obsoleto o protótipo internacional do quilograma.
- 2022 — Guerra Russo-Ucraniana: a Rússia reivindica o controle total da cidade ucraniana de Mariupol após um cerco de quase três meses.

## Nascimentos

### Anterior ao século XIX

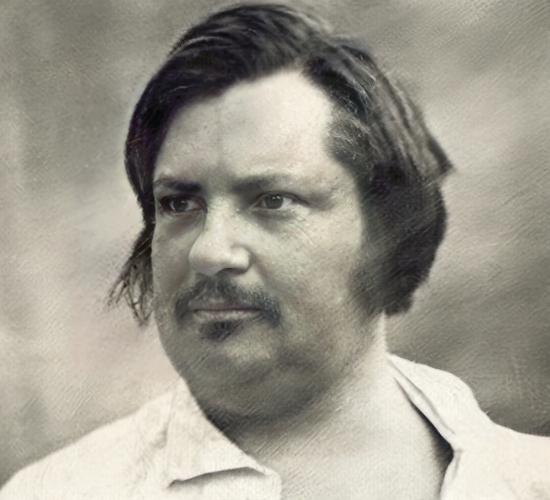
Honoré de Balzac

- 1315 — Bona de Luxemburgo, duquesa da Normandia (m. 1349).
- 1470 — Pietro Bembo, cardeal e historiador italiano (m. 1547).
- 1537 — Hieronymus Fabricius, cirurgião e anatomista italiano (m. 1619).

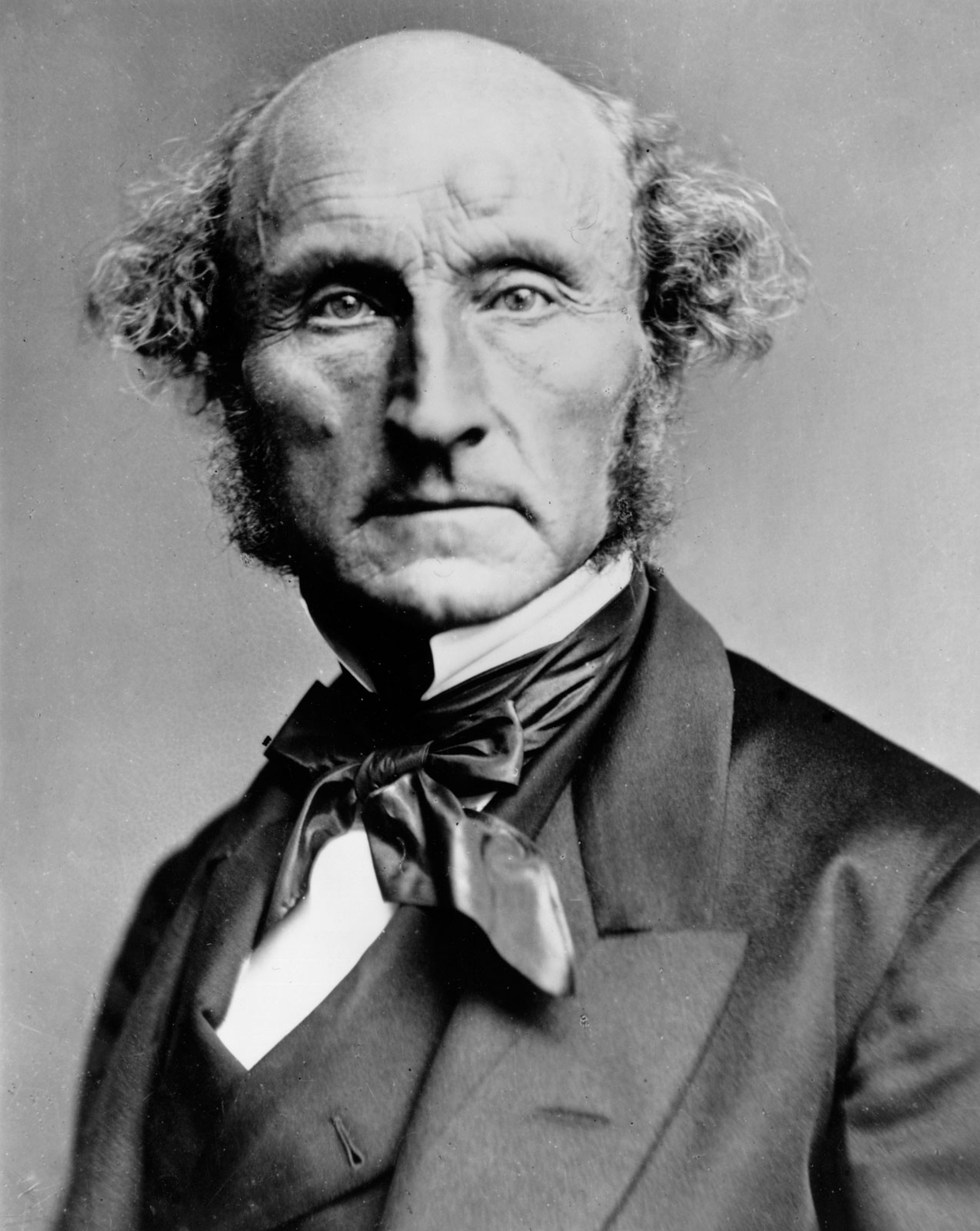
John Stuart Mill

- John Stuart Mill1723 — Francisco de Saldanha da Gama, religioso português (m. 1776).
- 1726 — Francis Cotes, pintor inglês (m. 1770)
- 1734 — Anton Janša, apicultor e pintor esloveno (m. 1773).
- 1759 — William Thornton, arquiteto e médico estaduinidense (m. 1828).
- 1772 — William Congreve, inventor britânico (m. 1828).
- 1784 — Francisco Fernandes Vieira, político brasileiro (m. 1862).
- 1789 — Marcellin Champagnat, religioso francês (m. 1840).
- 1794 — Pedro María de Anaya, político e militar mexicano (m. 1854).
- 1799 — Honoré de Balzac, escritor francês (m. 1850).

### Século XIX
- 1806 — John Stuart Mill, filósofo e economista britânico (m. 1873).
- 1810 — Barbara Rawdon-Hastings, Marquesa de Hastings (m. 1868).
- 1839 — Bernardino Caballero, militar e político paraguaio (m. 1912).

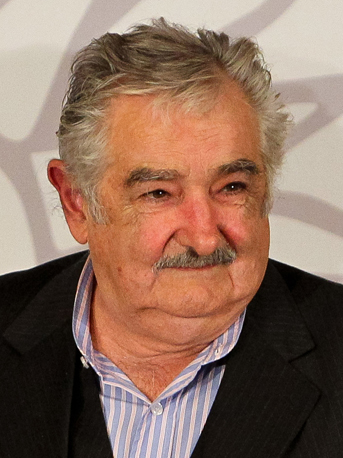
José Mujica

- José Mujica1856 — Eliza Ritchie, sufragista canadense (m. 1933).
- 1883 — Faiçal I do Iraque (m. 1933).
- 1885 — Karl M. Baer, autor assistente social, reformador, sufragista e sionista alemão-israelense (m. 1956).
- 1899 — Lydia Cabrera, antropóloga e poetisa cubana (m. 1991).

### Século XX

#### 1901–1950
- 1901 — Max Euwe, enxadrista neerlandês (m. 1981).
- 1908 — James Stewart, ator estadunidense (m. 1997).
- 1913 — Teodoro Fernández, futebolista peruano (m. 1996).

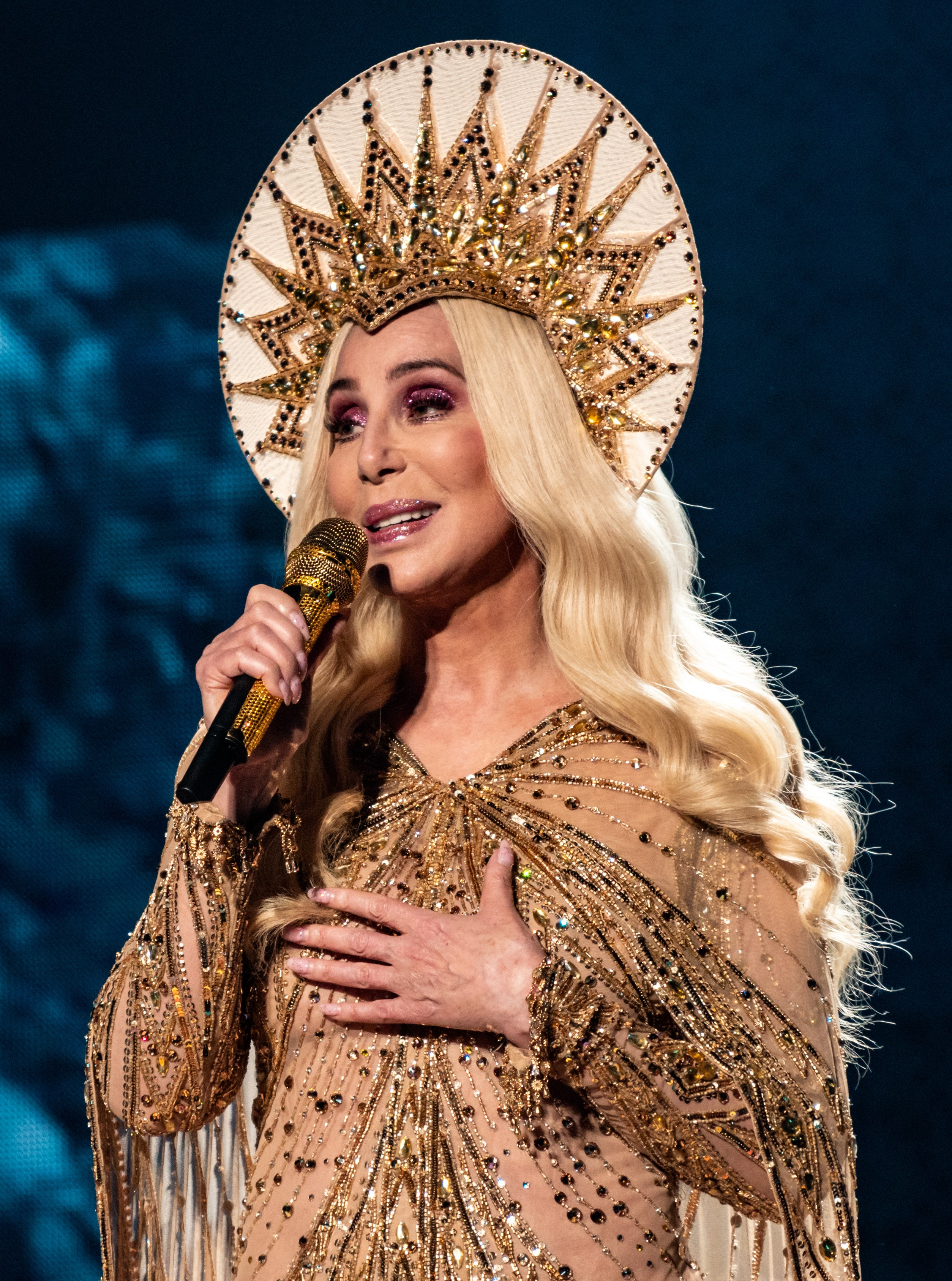
Cher

- Cher1915 — Moshe Dayan, político e militar israelense (m. 1981).
- 1935 — José Mujica, político uruguaio (m. 2025)
- 1936 — Araken Vaz Galvão, escritor brasileiro (m. 2023).
- 1937 — Maria Teresa Horta, escritora e poetisa portuguesa (m. 2025).

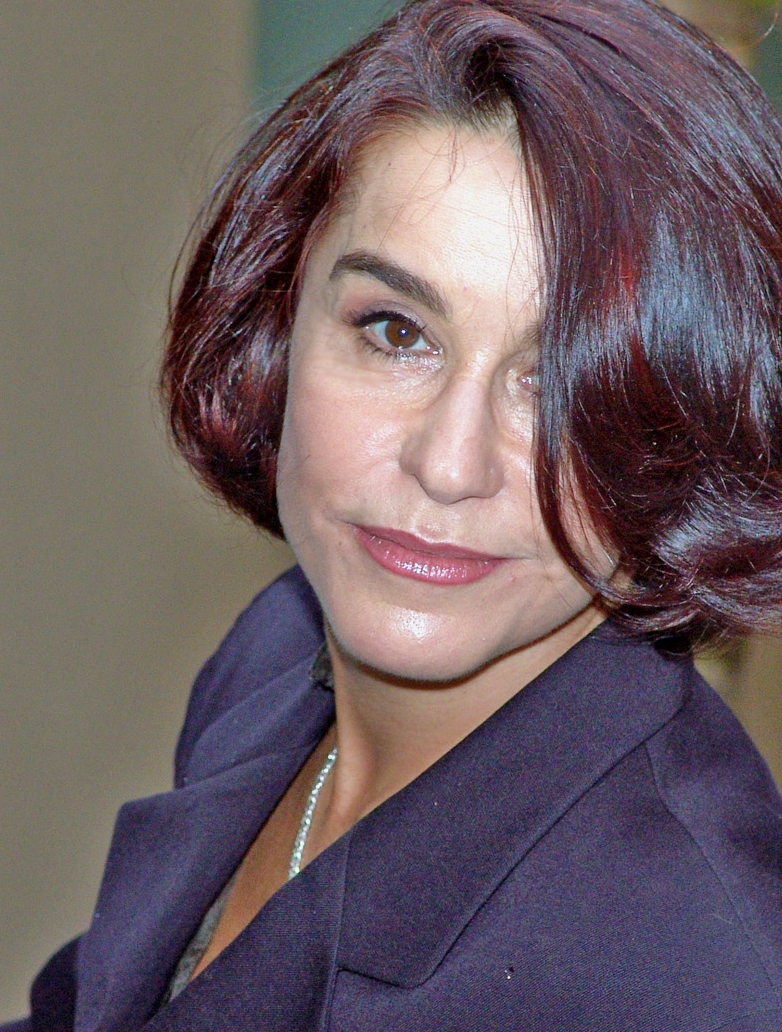
Lucélia Santos

- Lucélia Santos1939 — Hanna Eigel, patinadora artística austríaca.
- 1940
  - Otto Jelinek, empresário, político e patinador artístico canadense.
  - Stan Mikita, jogador de hóquei no gelo canadense (m. 2018).
- 1944
  - Joe Cocker, cantor britânico (m. 2014).
  - Dietrich Mateschitz, empresário austríaco (m. 2022).
- 1945
  - Renato Teixeira, compositor e cantor brasileiro.
  - Vladimiro Montesinos, político peruano.
- 1946 — Cher, atriz e cantora norte-americana.
- 1950 - Bartô Galeno, cantor e compositor brasileiro.

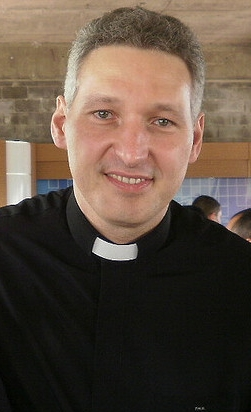
Padre Marcelo Rossi

#### 1951–2000
- 1952 — Roger Milla, futebolista camaronês.
- 1954
  - Nunes, futebolista brasileiro.
  - Vladimir Viktorovitch Smirnov, esgrimista soviético (m. 1982).
- 1957 — Lucélia Santos, atriz brasileira.
- 1959 — Israel Kamakawiwo'ole, cantor e compositor norte-americano (m. 1997).
- 1960
  - Carlos Coelho, político português.
  - John Billingsley, ator norte-americano.
- 1964 — Miodrag Belodedici, futebolista romeno.
- 1965 — Paolo Seganti, ator italiano.
- 1966 — Dora, cantora portuguesa.
- 1967
  - Marcelo Rossi, padre e cantor brasileiro.
  - Stephanie Niznik, atriz norte-americana.
- 1968
  - Timothy Olyphant, ator norte-americano.
  - Célio Silva, futebolista brasileiro.
- 1970
  - Cassandro, luchador estadunidense-mexicano.
  - Lindomar, futebolista brasileiro.
- 1971 — Tony Stewart, automobilista norte-americano.
- 1973 — Elsa Lunghini, atriz e cantora francesa.
- 1974 — Fernando Anitelli, músico brasileiro.
- 1975
  - Ralph Firman, automobilista anglo-irlandês.
  - José Manuel Rey, futebolista venezuelano.
- 1977 — Leo Franco, futebolista argentino.
- 1978 — Vélber, futebolista brasileiro.
- 1980 — Cauã Reymond, ator brasileiro.
- 1981
  - Iker Casillas, futebolista espanhol.
  - Jabá, futebolista brasileiro.
- 1982
  - Almir, futebolista brasileiro.
  - Petr Čech, futebolista tcheco.
  - Candace Bailey, atriz norte-americana.
- 1983
  - Anja Huber, piloto de skeleton alemã.
  - Óscar Cardozo, futebolista paraguaio.
- 1985 — André Leão, futebolista português.
- 1986
  - Stéphane Mbia, futebolista camaronês.
  - Paulo Kogos, influenciador digital brasileiro.
- 1988 — Rafael Coelho, futebolista brasileiro.
- 1990
  - Rafael Cabral, futebolista brasileiro.
  - Bernardo, futebolista brasileiro.
- 1991 — Vitor Hugo, futebolista brasileiro.
- 1992 — Gerónimo Rulli, futebolista argentino.
- 1994 — Piotr Zieliński, futebolista polonês.
- 1995 — Letícia Navas, atriz, apresentadora e cantora brasileira.
- 1997
  - Kaoru Mitoma, futebolista japonês.
  - Gerson, futebolista brasileiro.
- 1998  — Alanis Guillen, atriz brasileira.
- 2000 — Brian Rodríguez, futebolista uruguaio.

### Século XXI
- 2001 — Rwan Cruz, futebolista brasileiro.

## Mortes

### Anterior ao século XIX
- 0685 — Egfrido da Nortúmbria, rei da Nortúmbria (n. 645).
- 0794 — Etelberto II da Ânglia Oriental
- 0965 — Gero I, governante saxão (n. c. 900).
- 1277 — Papa João XXI (n. 1215).
- 1444 — Bernardino de Siena, santo e missionário italiano (n. 1380).
- 1449
  - Pedro de Portugal, 1.º Duque de Coimbra (n. 1392).
  - Álvaro Vaz de Almada, nobre português (n. 1390).
  - Diogo Gonçalves de Travassos, fidalgo português (n. 1390).
- 1501 — Columba de Rieti, religiosa e beata italiana (n. 1467).
- 1503 — Lorenzo di Pierfrancesco de Médici, político e banqueiro italiano (n. 1463).
- 1506 — Cristóvão Colombo, navegador italiano (n. 1451).
- 1550 — Ashikaga Yoshiharu, xogum japonês (n. 1511).
- 1622 — Osmã II, sultão otomano (n. 1603).
- 1648 — Ladislau IV Vasa da Polônia, rei da Polônia e grão-duque da Lituânia (n. 1595).
- 1722 — Sébastien Vaillant, botânico francês (n. 1669).
- 1732 — Thomas Boston, teólogo e filósofo escocês (n. 1676).
- 1782 — William Emerson, matemático inglês (n. 1701).
- 1793 — Charles Bonnet, biólogo e filósofo suíço (n. 1720).

### Século XIX
- 1812 — Hieronymus von Colloredo, Príncipe-Arcebispo austríaco (n. 1732).
- 1834 — Gilbert du Motier, Marquês de La Fayette, aristocrata e militar francês (n. 1757).
- 1864 — John Clare, poeta britânico (n. 1793).
- 1873 — George-Étienne Cartier, político canadense (n. 1814).
- 1880 — Ana Néri, enfermeira brasileira (n. 1814).
- 1894 — Barão do Serro Azul (n. 1849)
- 1896 — Clara Schumann, pianista e compositora alemã (n. 1819).

### Século XX
- 1914 — Comendador Jacintho Nunes Leite, empresário português (n. 1840)
- 1915 — Charles Francis Adams, Jr., empresário estadunidense (n. 1835).
- 1972 — Silas de Oliveira, compositor brasileiro (n. 1916).
- 1986 — Manoel dos Passos Barros, pastor e engenheiro brasileiro (n. 1898).
- 1991 — Tarso de Castro, jornalista brasileiro (n. 1941).
- 1998 — Francisco de Assis Araújo indígena brasileiro (n. 1950).
- 2000 — Yevgeny Khrunov, cosmonauta soviético (n. 1933).

### Século XXI
- 2002 — Stephen Jay Gould, paleontólogo e biólogo norte-americano (n. 1941).
- 2005 — Paul Ricoeur, filósofo francês (n. 1913).
- 2006 — Elino Julião, cantor e compositor brasileiro (n. 1936).
- 2007 — Stanley Miller, cientista norte-americano (n. 1930).
- 2009
  - Lucy Gordon, atriz e modelo britânica (n. 1980).
  - Oleg Yankovsky, ator russo (n. 1944).
- 2011 — Randy Savage, wrestler norte-americano (n. 1952).
- 2012 — Robin Gibb, cantor e compositor britânico (n. 1949).
- 2013 — Ray Manzarek, músico norte-americano (n. 1939).
- 2018 — Fernando Mac Dowell, político brasileiro (n. 1945).
- 2019 — Niki Lauda, automobilista austríaco (n. 1949)

## Feriados e eventos cíclicos

### Mundo
- Dia Mundial das Abelhas

### Brasil
- Dia Nacional do Pedagogo.
- Aniversário do município de Estrela, Rio Grande do Sul
- Aniversário do município de Piedade, São Paulo
- Aniversário do município de Palmas, Tocantins

### Timor-Leste
- Dia da Independência

### Portugal
- Feriado Municipal de Vinhais

### Cristianismo
- Alcuíno de Iorque
- Áurea de Óstia
- Bernardino de Siena
- Ivo de Chartres
- Lídia de Tiatira
- Lúcifer de Cagliari

## Outros calendários
- No calendário romano era o 13.º dia (XIII) antes das calendas de junho.
- No calendário litúrgico tem a letra dominical G para o dia da semana.
- No calendário gregoriano a epacta do dia é ix.